# Love Gun
| 전문가 평가   | 전문가 평가 |
| 평가 점수     | 평가 점수   |
| 출처          | 점수        |
| ------------- | ----------- |
| AllMusic      | [ 1 ]       |
| Blender       | [ 2 ]       |
| Pitchfork     | (9.2/10)    |
| Rolling Stone | [ 4 ]       |

《Love Gun》은 1977년 6월 30일에 발매된 미국의 하드 록 밴드 키스의 여섯 번째 스튜디오 음반이다. 카사블랑카 레코드와 필름웍스는 이 날짜에 이 음반을 백만 장이나 선적했다. 이 음반은 플래티넘 인증을 받았고 빌보드 200에서 이 밴드의 첫 톱 5 음반이 되었다. 이 음반은 1997년과 2014년에 다시 리메이크되었다.

## 배경
이 음반은 에이스 프레일리의 리드 보컬 퍼포먼스를 담은 첫 번째 음반으로, 네 명의 밴드 멤버 모두의 리드 보컬 퍼포먼스를 담은 첫 키스 음반이 되었다. 이 음반은 또한 1979년 《Dynasty》에서 한 곡을 제외한 모든 곡에서 세션 드러머 안톤 피그로 교체되었기 때문에 모든 곡에 피터 크리스가 참여한 마지막 스튜디오 음반이었다.
음반 안에는 키스 상품 주문서와 함께 마분지 "Love Gun"(조립 필요)이 들어 있었다. 《Love Gun》이 완성되기 전에 갤럽 여론 조사에 따르면 키스는 에어로스미스, 레드 제플린, 이글스를 제치고 미국에서 가장 인기 있는 밴드였다. 1977년 8월 26일, 27일, 28일, 키스는 LA 포럼에서 두 번째 라이브 음반인 《Alive II》를 세 번 녹음했다.
이 음반 커버는 이전에 1976년 《Destroyer》 커버를 기고한 판타지 아티스트 켄 켈리가 그렸다.

## 재발매
《Love Gun》은 1985년에 재발매되었다. 재발행물은 오리지널 커버 아트를 포함했고, 민무늬 소매를 특징으로 하는 반면 재킷에는 오리지널 컬러 소매에 대한 참조가 여전히 포함되어 있었다. 처음 10,000번 누르면 라벨의 오류가 포함되었다. A-사이드의 트랙 3은 〈Plaster Caster〉로 등록되었지만 실제로 Got 〈Love For Sale〉을 연주했다. B-사이드는 순서가 완전히 엉망이다.
《Love Gun》은 1997년 키스 리마스터즈 시리즈의 일부로 리마스터링되어 재발행되었다.

## 곡 목록
| #  | 제목                     | 작사·작곡       | 리드 보컬 | 재생 시간 |
| -- | ------------------------ | --------------- | --------- | --------- |
| 1. | 〈I Stole Your Love〉    | 폴 스탠리       | 스탠리    | 3:04      |
| 2. | 〈Christine Sixteen〉    | 진 시몬스       | 시몬스    | 3:14      |
| 3. | 〈Got Love for Sale〉    | 시몬스          | 시몬스    | 3:29      |
| 4. | 〈Shock Me〉             | 에이스 프레일리 | 프레일리  | 3:49      |
| 5. | 〈Tomorrow and Tonight〉 | 스탠리          | 스탠리    | 3:40      |

| #   | 제목                   | 작사·작곡                           | 리드 보컬 | 재생 시간 |
| --- | ---------------------- | ----------------------------------- | --------- | --------- |
| 6.  | 〈Love Gun〉           | 스탠리                              | 스탠리    | 3:18      |
| 7.  | 〈Hooligan〉           | 피터 크리스, 스탠 펜리지            | 크리스    | 3:01      |
| 8.  | 〈Almost Human〉       | 시몬스                              | 시몬스    | 2:49      |
| 9.  | 〈Plaster Caster〉     | 시몬스                              | 시몬스    | 3:27      |
| 10. | 〈Then She Kissed Me〉 | 제프 배리, 엘리 그리니치, 필 스펙터 | 스탠리    | 3:02      |

## 인증
| 국가                       | 인증     | 판매량/출하량 |
| -------------------------- | -------- | ------------- |
| 미국 (RIAA)                | 플래티넘 | 1,000,000^    |
| ^출하량을 기반으로 한 인증 |          |               |